# Ronin (pel·lícula)
|  | Per a altres significats, vegeu «Ronin». |

Ronin és una pel·lícula britànico -estatunidenca de John Frankenheimer estrenada el 1998. Ha estat doblada al català.

## Argument
Sis mercenaris reclutats per formar un equip d'elit, es troben a París, on coneixen la missió que els han confiat: recuperar intacta un maletí molt ben guardat. Però les informacions sobre el contracte es filtra, i la missió esdevé molt problemàtica i perillosa.

## Repartiment
- Robert De Niro: Sam
- Jean Reno: Vincent
- Natascha McElhone: Deirdre
- Stellan Skarsgård: Gregor
- Sean Bean: Spence
- Skipp Sudduth: Larry
- Michael Lonsdale: Jean-Pierre
- Jonathan Pryce: Seamus O'Rourke
- Féodor Atkine: Mikhi
- Jan Tříska: Dapper Gent
- Katarina Witt: Natacha Kirilova
- Lilly-Fleur Pointeaux: una noia
- Ron Perkins: l'home amb el diari
- Amidou: l'home de l'intercanvi sota el pont
- Julia Maraval: una hostatge
- Laurent Spielvogel: un turista a Niça
- Steve Suissa: un criat a Niça
- Katia Tchenko: una hostatge
- Pierre Forest: el capità dels CRS
- Georges Neri

## Rodatge
El film ha estat totalment rodat a França de novembre de 1997 a març de 1998:
- a París: el carrer dels Trois-Frères i el carrer Drevet al 18è, al Zénith de París, sota el pont Alexandre-III al 7è, estació de metro Estació de Porte des Lilas, la plaça carrer Singer 16è, sota el Pont Bir Hakeim 15è, pou artesà de l'avinguda de Breteuil,
- a les Boques del Roine: Arles, Els Baux-de-Provença
- als Alps Marítims: Vilafranca de Mar, La Túrbia, Canes, Niça

## Significat del títol
Al Japó medieval, els rōnin (浪人) eren samurais deshonrats perquè el seu senyor havia estat mort sense que haguessin pogut defensar-lo. No havent estat a l'altura de la seva missió, són condemnats a errar. La venjança és la seva única raó de viure: han de matar l'homicida del seu senyor, a continuació donar-se mort per seppuku (tallant-se el ventre). El film comença amb una explicació menys desenvolupada.
Michael Lonsdale conta la llegenda dels 47 rōnin a Robert de Niro en el transcurs del film, incitant a la reflexió sobre les motivacions i els mòbils d'(antics ?) agents secrets.

## Al voltant de la pel·lícula
- Es tracta del quart film que John Frankenheimer ha rodat a França després de El tren, Gran Premi i French Connection II .
- Ronin empra el sistema del McGuffin, objecte material i generalment misteriós que serveix de pretext al desenvolupament d'un guió. L'objecte en qüestió - una maleta - no és obert durant tot el film.
- Skipp Sudduth ha demanat a John Frankenheimer realitzar les seves pròpies accions de perill en les carreres-persecucions en cotxe. El realitzador ha acceptat.[3]
- El rodatge ha estat marcat per la detenció de Robert De Niro la nit del 16 al 17 de febrer de 1998 en una afer de xarxa de prostitució. Després de la investigació, ha estat alliberat.[4]
- El realitzador volia escenes d'especialistes sense trucs: la velocitat de les càmeres no ha estat accelerada per a les persecucions en cotxe. Alguns pilots professionals (com Jean-Pierre Jarier) han estat contractats per a l'escena sobre el cinturó on roden a més de 160 km/h al túnel de les Halles, de vegades en contrasentit. Més de 300 vehicles han estat utilitzats en aquesta escena.[5]
- El film ha estat presentat el 12 de setembre de 1998 a la Mostra de Venècia.[6]
- Michael Lonsdale, Jonathan Pryce i Sean Bean tenen en comú d'haver interpretat tots tres un paper de malvat a la saga dels James Bond.